# Stylops shannoni
Stylops shannoni  (лат.) — вид веерокрылых насекомых рода Stylops из семейства Stylopidae. Северная Америка: Канада и США (штат Мэриленд).
Паразиты пчёл вида Andrena hippotes Robt. (Andrena, Andrenidae).
Вид был впервые описан в 1918 году американским энтомологом Уильямом Дуайтом Пирсом (William Dwight Pierce).